# دبليو. كلود جونز
دبليو. كلود جونز (بالإنجليزية: W. Claude Jones)‏ هو محامي وقاضي وسياسي أمريكي، ولد في 1815، وتوفي في 3 مارس 1884 في الولايات المتحدة. انتخب عضو مجلس ولاية ميزوري.